# Сере ди Раполано
Сере ди Раполано (итал. Serre di Rapolano) јесте насеље у Италији у округу Сијена, региону Тоскана.
Према процени из 2011. у насељу је живело 1492 становника. Насеље се налази на надморској висини од 339 м.